# Encinas (Segovia)
Encinas ist eine Gemeinde in der spanischen Provinz Segovia. Sie liegt im Süden der Autonomen Region Kastilien und León, an der Nordwestabdachung der Sierra de Guadarrama. Sie hat 40 Einwohner (Stand: 2024). 

## Geographie
Encinas liegt etwa 47 Kilometer nordöstlich vom Stadtzentrum von Segovia in einer Höhe von ca. 1010 m.
Encinas befindet sich innerhalb der Zone des kontinentalen mediterranen Klimas.

## Bevölkerungsentwicklung
| Jahr      | 1970 | 1981 | 1991 | 2001 | 2011 | 2021 |
| Einwohner | 165  | 101  | 78   | 68   | 57   | 40   |

## Sehenswürdigkeiten

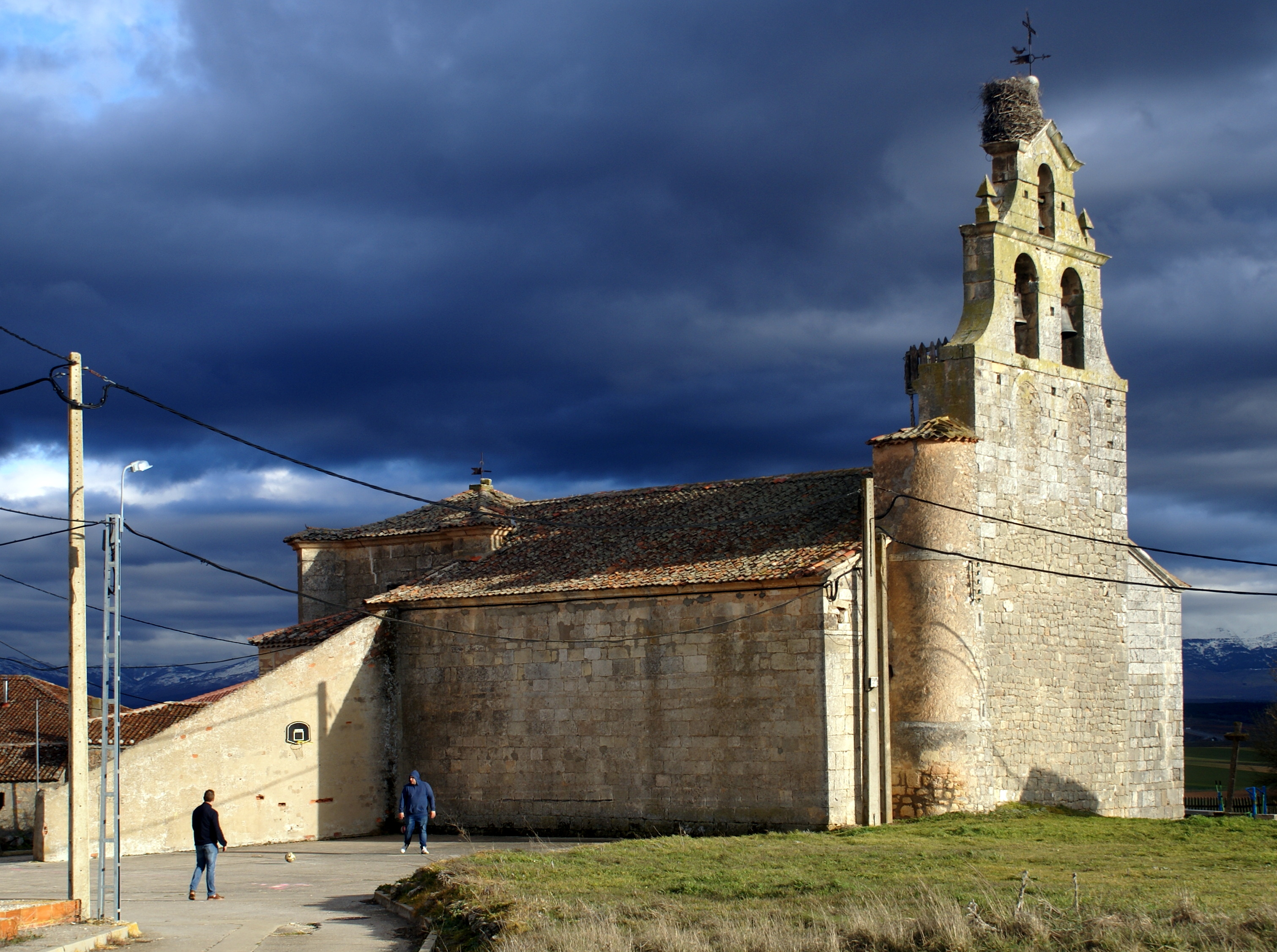
Peterskirche

- Peterskirche